# الإرهاب الأحمر (إسبانيا)
الإرهاب الأحمر في إسبانيا (بالإسبانية: Terror Rojo) هو الاسم الذي أطلقه بعض المؤرخين على أعمال عنف مختلفة ارتُكبت بدءًا من سنة 1936 حتى نهاية الحرب الأهلية الإسبانية على يد معظم أقسام الجماعات اليسارية. فقد أطلقت أخبار محاولة الانقلاب العسكري اليميني في يوليو 1936 العنان لرد ثوري، ولم تفلت أي منطقة جمهورية من العنف الثوري المناهض للكنيسة، إلا أنه كان ضئيلًا في إقليم الباسك. اشتملت أعمال العنف على قتل عشرات الآلاف من الأشخاص (بما في ذلك 6832 من الكهنة الروم الكاثوليك، فكان معظم القتل جرى في صيف 1936 في أعقاب الانقلاب العسكري)، فاندلعت الهجمات على النبلاء الأسبان والصناعيين والسياسيين المحافظين وكذلك تدنيس وحرق الأديرة والكنائس.
تميزت الجمهورية الإسبانية الثانية بعملية استقطاب سياسي. فازدادت الانقسامات الحزبية مرارة، وأخذت أسئلة الهوية الدينية تأخذ أهمية سياسية. فعلى المستوى الانتخابي مالت الكنيسة نفسها مع اليمين الذي وضع نفسه ضد الإصلاح الاجتماعي.
أدى الانقلاب الفاشل في يوليو 1936 إلى شن هجوم عنيف على أولئك الذين اعتبرهم الثوار أعداء على المنطقة الجمهورية. «ولعدة أشهر بعد فشل التمرد، كان مجرد تحديد هوية كاهن أو متدين أو مجرد مسيحي متشدد أو عضو في منظمة رسولية أو تقية كان كافياً لإعدامه دون محاكمة». تتراوح بعض تقديرات الإرهاب الأحمر من 38,000 إلى ~ 72,344 شخصًا. وقدر باول برستون الرقم بما يقل قليلاً عن 50,000.
كتب المؤرخ خوليو دي لا كويفا أنه على الرغم من حقيقة أن الكنيسة... عانت من اضطهاد مروّع، فإن الأحداث لم تقابل حتى الآن التحيز المحرج للقادة الكنسيين فحسب بل أيضًا بالصمت المحرج أو محاولات التبرير عند عدد كبير من المؤرخين وكتاب المذكرات. وقد ربط المحللون مثل هيلين غراهام بين الإرهاب الأحمر والأبيض، مشيرين إلى أن الانقلاب هو الذي سمح لثقافة العنف الوحشي بالازدهار: «كان فعل العنف الأصلي هو أنه قضى على إمكانية الأشكال الأخرى للتطور السياسي السلمي». يرى آخرون أن الاضطهاد والعنف سبقت الانقلاب ووجدوا في ما يرونه مناهضًا «راديكاليًا ومعادًا للديمقراطية» في الجمهورية ودستورها. في السنوات الأخيرة قامت الكنيسة الكاثوليكية بتطويب مئات الضحايا (498 في احتفال واحد عام 2007 وهو أكبر عدد من التطويب في تاريخها).

## البداية
جلبت ثورة 1931 التي أسست الجمهورية الثانية وودستورها لسنة 1931 حكومة مناهضة لرجال الدين إلى السلطة. كانت العلاقة بين الجمهورية العلمانية الجديدة والكنيسة الكاثوليكية مشحونة منذ البداية. فقد حث الكاردينال بيدرو سيجورا إي سانز كبير أساقفة إسبانيا الكاثوليك على التصويت في الانتخابات المستقبلية ضد الإدارة التي أرادت تدمير الدين. أصر أولئك الذين سعوا لقيادة "المؤمنين العاديين" على أن الكاثوليك ليس لديهم إلا خيار سياسي واحد، وهو الاتحاد الإسباني لليمين المستقل (CEDA): فالتصويت لـ CEDA هو واجب بسيط. كان فالكاثوليك يذهبون إلى قداس يوم الأحد ويدعمون اليمين السياسي".
احترم الدستور الحريات المدنية والتمثيل، لكن في المادتين 26 و 27 وضعت قيودًا على استخدام الكنيسة لممتلكاتها وحظرت على الطوائف الدينية التدخل في التعليم. حتى دعاة الفصل بين الكنيسة والدولة رأوا أن الدستور معادٍ. صرح أحد هؤلاء المدافعين، وهو خوسيه أورتيجا إي جاسيت أن «المادة التي شرع فيها الدستور تصرفات الكنيسة تبدو غير لائقة للغاية بالنسبة لي». وقد ادان البابا بيوس الحادي عشر سنة 1933 حرمان الحكومة الإسبانية الحريات المدنية للكاثوليك.
نظرًا لأن اليسار اعتبر أن إصلاح الجوانب المناهضة للكاثوليك في الدستور غير مقبول تمامًا، فقد اعتقد المؤرخ ستانلي جي باين أن «الجمهورية بالنظام الدستوري الديمقراطي محكوم عليها بالفشل منذ البداية»، وقد افترض أن هذا العداء الموجود في التعامل مع قضايا الكنيسة والدولة كان سببًا جوهريًا لانهيار الدولة وبدء الحرب الأهلية. صرح أحد المعلقين القانونيين بوضوح أن «أخطر خطأ في دستور سنة 1931 - آخر دستور ديمقراطي لإسبانيا قبل دستور 1978 - هو موقفه العدائي تجاه الكنيسة الكاثوليكية». وذكرت المؤرخة ماري فينسنت في دراستها للكنيسة في سالامانكا في ثلاثينيات القرن الماضي أن التشريع الجمهوري قد سهل من مهمة معارضي الكنيسة في التأثير على الحياة التعبدية للكاثوليك العاديين.
بعد الانتخابات العامة في 16 فبراير 1936 نمت المرارة السياسية في إسبانيا. تسارعت أعمال العنف بين الحكومة وداعمتها الجبهة الشعبية التي اتجهت قيادتها بوضوح نحو اليسار (تخلت عن الجمهورية الدستورية من أجل ثورة يسارية) وتسارعت وتيرة العنف، حيث بلغت ذروتها بانقلاب جنرالات اليمين في يوليو. ومع الوقت ازداد الاضطهاد القومي والجمهوري، وبدأ الجمهوريون في مهاجمة الكنائس واحتلال الأراضي لإعادة التوزيع ومهاجمة السياسيين القوميين في عملية عنف متبادل.

## انتخابات 1933 ومابعدها
كان وضع المؤسسة السياسية في الفترة التي سبقت الحرب الأهلية وحشي وعنيف. ففاز حزب CEDA بأغلبية المقاعد في انتخابات الكورتيس 1933، لكن الرئيس نيسيتو ألكالا زامورا رفض دعوة زعيم CEDA لتشكيل حكومة. وبدلاً من ذلك دعا الحزب الجمهوري الراديكالي وزعيمه أليخاندرو ليروكس للقيام بذلك. فدعمت CEDA حكومة ليروكس وجعلته يمنحها ثلاثة مناصب وزارية. فازداد العداء بين اليسار واليمين بعد تشكيل الحكومة، حيث شهدت إسبانيا إضرابات عامة وحرب الشوارع. ومن بين الإضرابات تمرد عمال المناجم في شمال إسبانيا وأعمال الشغب في مدريد. وقد سحقت الحكومة جميع تلك الثورات تقريبًا، ثم اتبعتها باعتقالات سياسية. ولكن ذلك كان له ارتدادات على ليروكس، فتحالفه مع اليمين في قمعه القاسي للثورة في 1934، ثم تبعتها فضيحة سترابرلو أخرجته مع حزبه في انتخابات 1936. (فقد ليروكس نفسه مقعده في البرلمان).

## اغتيال القساوسة في أستورياس 1934
مثل مقتل 37 من الكهنة والقساوسة على يد يساريين في أستورياس بداية الإرهاب الأحمر. ففي أكتوبر 1934 عادت الثورة الأستورية الكنيسة بشدة، فجرت أحداث عنف ضد الكهنة والمتدينين ودمرت 58 كنيسة والتي كانت نادرة حتى ذلك الوقت.
كانت مدينة تورون إحدى مناطق العنف المناهض للكنيسة مدينة تعدين الفحم في مقاطعة أستورياس، ومركزًا للتحريض المناهض للحكومة وللإكليروس. أثار الإخوان دي لا سال الذين يديرون مدرسة هناك غضب اليساريين الذين يحكمون المدينة بسبب ممارستهم للدين واستهزاءهم بالحظر الدستوري على التعليم الديني. ففي 5 أكتوبر 1934 اقتحم عملاء الحكومة المحلية المتمردة مقر الأخوية بحجة إخفائهم أسلحة. فاقتيد رئيس الكهنة الأب إينوسينسيو الذي وصل مساء يوم 4 أكتوبر، وكان على وشك إلقاء القداس للإخوية. واقتيد معه الأخوية، الذين احتجزوا دون محاكمة ثم أطلق النار عليهم بإجراءات موجزة في منتصف الليل في المقبرة.

## تبعات فوز الجبهة الشعبية 1936
فاز في انتخابات 1936 تحالف جديد من الاشتراكيين حزب العمال الاشتراكي الإسباني (PSOE) والليبراليين (اليسار الجمهوري وحزب الاتحاد الجمهوري) والشيوعيين ومختلف الجماعات القومية الإقليمية في انتخابات صارمة للغاية. وأعطت النتائج 34 بالمائة من الأصوات الشعبية للجبهة الشعبية و 33 بالمائة لحكومة سيدا الحالية. وقد رفض الاشتراكيين المشاركة في الحكومة الجديدة، مما أدى إلى خوف عام من تفاقم الأوضاع. خصوصا بعدما أعلن لارجو كابييرو الذي وصفته برافدا بـ «لينين الإسباني» بأن البلاد على أعتاب ثورة.

## بداية اندلاع العنف
عند اندلاع الحرب الأهلية واسعة النطاق، حدث معها انفجار من الفظائع في كل من المنطقتين القومية والجمهورية. وكان أكبر إراقة دماء للإكليروس مع بداية الحرب الأهلية عندما سقطت مناطق واسعة من البلاد تحت سيطرة الموالين المحليين والميليشيات. ومعظمه كان انتقامًا ضد الزعماء ورجال الدين الذين فقدوا مكانتهم القوية مع الثورة الاجتماعية التي جرت في الأشهر الأولى من الحرب الأهلية. ووفقًا للمؤرخ أنتوني بيفور: "في الأراضي الجمهورية كان أسوأ ما في العنف هو رد فعل مفاجئ وسريع للخوف المكبوت، والذي تفاقم بسبب رغبات الانتقام من الماضي" على عكس تطهير "الحمر والملحدين" في المنطقة القومية. بعد الانقلاب شهدت الأيام المتبقية في يوليو مقتل 861 كاهنًا ورجل دين، 95 منهم في 25 يوليو يوم عيد القديس جيمس شفيع إسبانيا، وشهد أغسطس 2077 ضحية من رجال الدين. وبعد شهرين فقط من الحرب الأهلية قُتل 3400 من الكهنة والرهبان والراهبات. وفي نفس اليوم الذي قتل فيه بوينافينتورا دوروتي أعدمت الميليشيات الأناركية 52 سجينًا انتقاما لمقتله. وفقًا لأحدث البيانات كانت بعض فرق الموت الجمهورية مزودة بأفراد من الشرطة السرية للاتحاد السوفيتي NKVD. وحسب المؤلف دونالد رايفيلد:"لم يثق ستالين ويزوف وبيريا بالمشاركين السوفييت في الحرب الإسبانية. فهناك مستشارون عسكريون مثل فلاديمير أنتونوف-أوفسينكو وصحفيون مثل كولتسوف كانوا منفتحين على الهرطقات ولاسيما هرطقات تروتسكي السائدة بين أنصار الجمهورية. لذلك كان العملاء الذين تم إرسالهم إلى إسبانيا أكثر حرصًا على اختطاف وقتل المناهضين للستالينية من بين القادة الجمهوريين وقادة الألوية الدولية أكثر من محاربة فرانسيسكو فرانكو. ولم تكن هزيمة الجمهورية -في نظر ستالين- بسبب جهود NKVD للتحويل بل بخيانة الزنادقة. كان العضو الأكثر شهرة في فرق الاغتيال الموالية إريك ميلكي الرئيس المستقبلي لشتازي في ألمانيا الشرقية.
وفقًا لباين:"خلال الأشهر الأولى من القتال لم تأت معظم الوفيات من القتال في ساحة المعركة ولكن من عمليات الإعدام السياسية في الخلف - الرعب الأحمر والأبيض. تألف الإرهاب من أعمال شبه منظمة ارتكبت من قبل جميع الجماعات اليسارية تقريبًا، فالقوميين الباسكيين وهم كاثوليك في الغالب ولكنهم استمروا متحالفين مع الجمهوريين. كما أكد باين أنه على عكس قمع اليمين الذي "ركز على اصطياد أخطر عناصر المعارضة"، فإن هجمات الجمهوريين كانت أكثر وحشية، "قتل الأبرياء والإفراج عن أشخاص شديدي الخطورة. وعلاوة على ذلك، فقد كان رجال الدين أهم أهداف الإرهاب الأحمر، ومعظمهم لم يشاركوا في معارضة علنية". وفي وصفه للإرهاب الأحمر على وجه التحديد ذكر باين أنه "بدأ بقتل بعض المتمردين أثناء محاولتهم الاستسلام بعد فشل تمردهم في العديد من المدن الرئيسية. ومن هناك اتسع نطاقه ليشمل اعتقالات بالجملة، وأحيانًا عمليات إعدام بالجملة، من ملاك الأراضي والصناعيين وأشخاص مرتبطين بالجماعات اليمينية أو الكنيسة الكاثوليكية ".

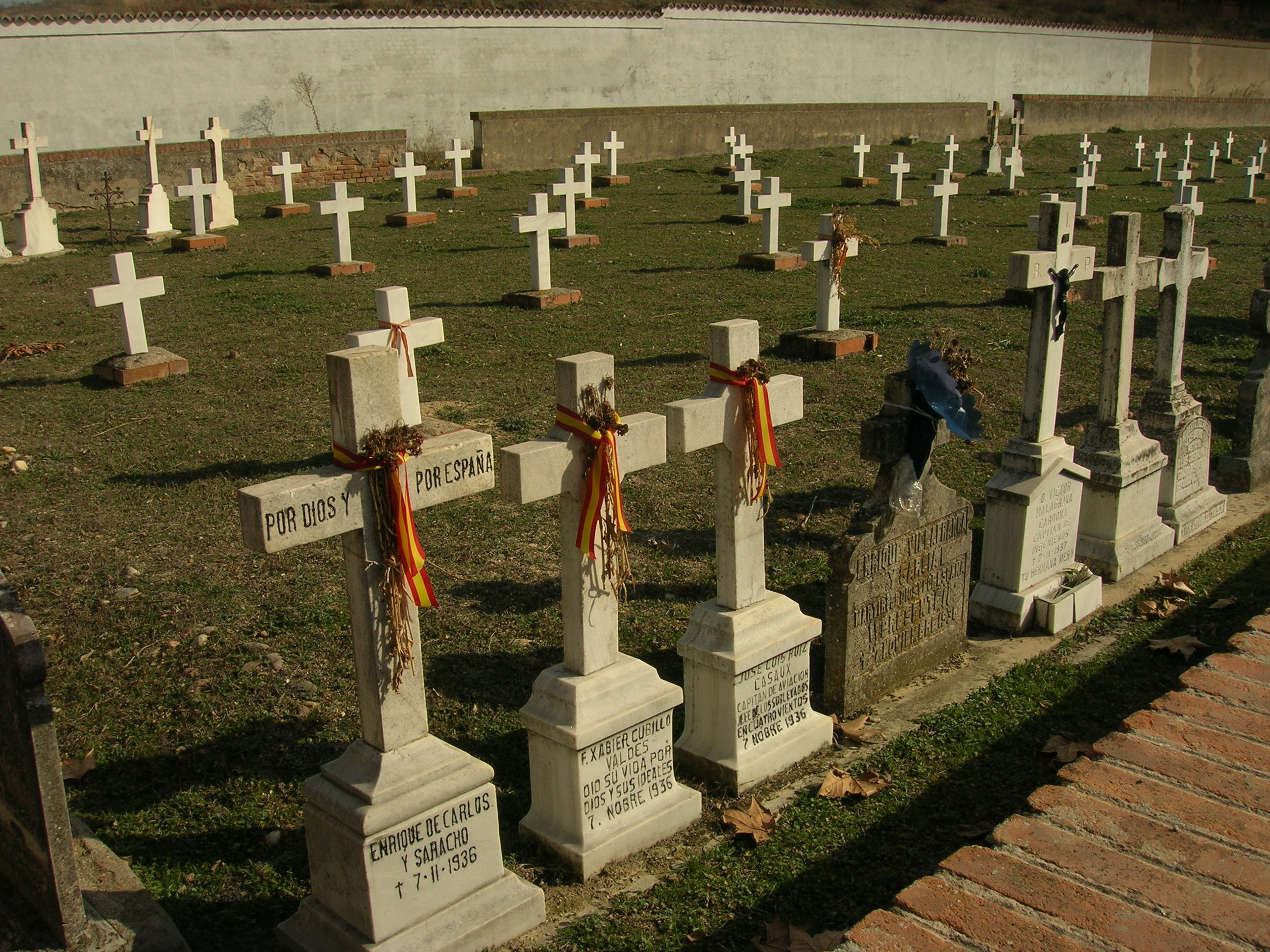
مقبرة ضحايا مذبحة باراكويوس في مدريد

لم يكن الإرهاب الأحمر تدفقًا من الكراهية لايمكن كبته من رجل الشارع لمضطهديه، بل كان نشاطًا شبه منظم قامت به أقسام من الجماعات اليسارية كلها تقريبًا".
على النقيض من ذلك ذكر المؤرخون مثل هيلين غراهام وباول برستون وأنتوني بيفور وغابرييل جاكسون وهيو توماس وإيان جيبسون أن الإعدامات الجماعية وراء الخطوط القومية كانت نظمتها وراقبتها السلطة القومية، أما عمليات الإعدام خلف خطوط الجمهوريين فكانت نتيجة انهيار الدولة الجمهورية والفوضى. وأكد ذلك فرانسيسكو بارتالوا المدعي العام في محكمة العليا بمدريد (المحكمة العليا الإسبانية) وصديق كيبو ديانو الذي لاحظ القمع في كلا المنطقتين.
يقول يوليوس رويز إن عمليات القتل التي قام بها الجمهوريون كانت متجذرة جزئيًا في الثقافة السياسية لليسار:
وفوق ذلك ذكر رويز أن فكرة وجود عدو قاتل ومجرّد من الإنسانية قد تعززت من خلال أنباء فظائع القوميين؛ فاقتنع الجمهوريين بضرورة تحقيق نصر كامل. فعندما ظهر جيش مولا في جبال شمال مدريد، زاد هذا من الشعور بالإلحاح داخل المدينة لضرورة التعامل مع الطابور الخامس المزعوم، والذي تم إلقاء اللوم عليه في هزائم الجمهوريين السابقة. وازداد الخوف والرعب مع غارات القصف الجوي للقوميين، حيث أصبح الجمهوريون مقتنعين بأن الفاشيين داخل المجتمع هم من يوجه طائرات المتمردين إلى أهدافها. ولكن في الواقع لم يكن هناك أي طابور خامس في ارهاب سنة 1936، حيث أن المتعاطفين مع القوميين داخل المدينة مقتنعون بأن جيش مولا الشمالي وجيش فرانكو الجنوبي بقيادة ضباط محترفين ستسحق بسهولة الميليشيا التي تدافع عن المدينة، مما يلغي الحاجة إلى أي مخاطرة بنشاط تخريبي. ولكن بعد فشل هجوم فرانكو في شتاء 1936-1937، اتضح أن الحرب ستستمر لفترة أطول واستقرت الخطوط الأمامية. فظهر الطابور الخامس، ولكنه لم يكن قوياً أو ذو نشاط واسع كما ظن الجمهوريون. حيث ركز بقوة على المساعدة المتبادلة والتجسس وتقويض الروح المعنوية للجمهوريين، وتجنب الأنشطة الإرهابية مثل التفجيرات والاغتيالات. بينما ساهم كتاب العمود الخامس في المجهود الحربي القومي. فلم يكن سقوط مدريد بسبب الطابور الخامس بل بسبب هزيمته في المعركة. كانت أكبر المجموعات وأكثرها فاعلية حوالي 6,000 فرد.
في صباح يوم 11 مايو 1931 أدى عنف الغوغاء ضد أعداء الجمهورية المفترضين إلى إحراق الكنائس والأديرة والمدارس الدينية، كان يُنظر إلى الكنيسة أحيانًا على أنها حليفة لليمين المستبد. كتبت الأكاديمية ماري فينسنت: «لم يكن هناك شك في أن الكنيسة ستصطف مع المتمردين ضد الجمهورية. كان الكهنة اليسوعيون في مدينة سالامانكا من بين أوائل المتطوعين الذين قدموا أنفسهم للسلطات العسكرية ... فمأساة الجمهورية الثانية هي أنها حرضت على تدميرها؛ ومأساة الكنيسة أنها أصبحت متحالفة بقوة مع المدافعين عنها». وادعى القوميون خلال الحرب بمقتل 20 ألف كاهن. ولكن الرقم حُدِد حاليا بـ 4184 كاهنًا و 2365 عضوًا في معاهد دينية أخرى و 283 راهبة، والغالبية العظمى منهم قتل خلال صيف 1936.
وصف باين الإرهاب بأنه «الاضطهاد الأشمل والأكثر عنفًا للكاثوليكية في التاريخ الغربي، بطريقة أو بأخرى أكثر شدة من الاضطهاد الذي حدث في الثورة الفرنسية»، مما دفع الكاثوليك الذين لم يبق لديهم بديل سوى بالتوجه نحو للقوميين.

## أعداد القتلى
تتراوح أرقام الإرهاب الأحمر بين 38,000 و 72,344. ويعتقد المؤرخ بيفور أن الإرهاب الأبيض الذي تسبب فيه فرانكو قد أودى بحياة 200,000 شخص. وقد قتل الإرهاب الأحمر فعليا 38000. وفقًا لخوليو دي لا كويفا فإن عدد ضحايا الإرهاب الأحمر هو 72344 شخصًا. وقال هيو توماس وبول بريستون إن أعداد القتلى كانت 55,000، بينما ذكر المؤرخ الإسباني خوليان كازانوفا إن عدد القتلى كان أقل من 60 ألفًا.
وذكر باين في السابق:"قد لا تُعرف أبدًا الأعداد التي قتلت بالإرهاب. فاليسار قتل الكثير في الأشهر الأولى، لكن قمع القوميين ربما وصل القمة بعد انتهاء الحرب، عندما فرض العقوبة والانتقام على اليسار المهزوم. قد يكون الإرهاب الأبيض قد قتل 50,000 أو أقل خلال الحرب. وقد أعطت حكومة فرانكو أسماء 61,000 شخص من ضحايا الإرهاب الأحمر، لكن هذا لا يمكن تحقيقه موضوعيا. فعدد ضحايا القمع القومي أثناء الحرب وبعدها كان بلا شك أكبر بكثير من ذلك. وتوصل الصحفي والمؤرخ سيزار فيدال إلى ما مجموعه 110,965 ضحية للقمع الجمهوري. حيث قتل 11,705 شخصًا في مدريد وحدها. وقدم المؤرخ سانتوس خوليا أرقامًا تقريبية: حوالي 50,000 ضحية للقمع الجمهوري؛ وحوالي 100,000 ضحية لقمع فرانكو أثناء الحرب مع حوالي 40,000 بعد الحرب.
| التقديري | المصدر                                                                     |
| -------- | -------------------------------------------------------------------------- |
| 38,000   | أنتوني بيفور                                                               |
| 50,000   | ستانلي باين سانتوس خوليا                                                   |
| 55,000   | هيو توماس باول بريستون                                                     |
| <60,000  | خوليان كازانوفا                                                            |
| 60,000   | باول سكيبنسكي مارتن روبيو بيو ماو                                          |
| 72,344   | رومان سالاس لارازابا وارن إتش كارول ماريك جان تشوداكيفيتش خوليو ديلا كويفا |
| 110,905  | سيزار فيدال                                                                |